# 紅燈祭
『紅燈祭』（こうとうさい、英語: The Red Lantern）は、1919年（大正8年）製作・公開、メトロ・ピクチャーズ製作・配給によるアメリカ合衆国のサイレント映画である。日本語別題に『赤燈籠』（あかどうろう）、『赤き灯』（あかきともしび）がある。

## 略歴・概要
メトロ・ピクチャーズは、現在のメトロ・ゴールドウィン・メイヤーの前身の1社である。アラ・ナジモヴァの同社入社第1回作品である。アンナ・メイ・ウォンが、本作にノンクレジットの端役で出演してデビューしているほか、日本人俳優青山雪雄が出演している。同社の配給により、1919年（大正8年）5月4日に全米で公開された。
日本では、翌1920年（大正9年）、横浜オデヲン座を当時経営していた横浜・山下町の貿易商平尾商会が正式輸入し、同じ山下町の大正活映が『紅燈祭』のタイトルで配給しようとしたところ、東京・巣鴨の国際活映が上海から中古プリントを並行輸入し、『赤燈籠』のタイトルで宣伝を打った。興行所有権確認をめぐる訴訟となったが、前例がなく、裁判所は示談を勧めた。結果、示談が成立し、前者は浅草公園六区の千代田館、後者は同じく帝国館で、同年12月16日に同日公開する、という決着をみた。
ベルギー王立シネマテークが上映用プリントを所蔵している。

## あらすじ
マーリーは足が大きいといって北京の人たちから馬鹿にされている。それは彼女の父親が西洋人で、中国人の母親が産後すぐに亡くなったとき、祖母に纏足をさせるなと命じて中国を去ったからだ。マーリーは余命幾ばくもない祖母から懇願され、足を切ろうとして傷を負う。この騒ぎを聞きつけ、アンドリューが駆けつけ、自宅のミッション・スクールに運び込む。
数年後彼女はこの学校の教師になっている。ワン博士もこの学校の生徒で、アメリカに留学させてもらったが、人種差別に苦しめられ、帰国後は密かに義和団に加わっている。マーリーとアンドリューは恋心を抱き合うが、そこにサックヴィル卿が娘のブランシュを連れて訪れる。卿こそがマーリーの父親であった。アンドリューは純粋の白人のブランシュに心を寄せる。マーリーは、アンドリューの母親に息子との結婚は許さないと宣告されたショックから、自分に横恋慕するワン博士の言葉にしたがい、外国人排斥の陰謀に加わる決心をする。赤燈祭の夜、彼女は赤燈の女神に扮して人民を煽動する。それを見たジュル・ル将軍は、彼女を利用して外人排斥に消極的な皇太后の前で女神を演じさせる。
しかし、外国軍によって義和団の乱は鎮圧され、ワン博士も撃たれて絶命し、マーリーは女神の扮装のまま毒をあおる。

## スタッフ・作品データ
- 監督 : アルベール・カペラーニ
- 原作 : エディス・ウェリー
- 脚本 : ジューン・メイシス
- 撮影 : トニー・ゴーディオ
- 上映時間（巻数） : 70分 （7巻）[6]
- フォーマット : 白黒映画 - スタンダードサイズ（1.33:1） - サイレント映画
- 日本初回興行 : 浅草・千代田館 / 同・帝国館

## キャスト
- アラ・ナジモヴァ - マーリー、ブランシュ・サックヴィル（二役）
- ノア・ビアリー - サム・ワン博士
- ヴァージニア・ロス - ルアン・マ
- マーガレット・マクウェード - マーリーの祖母
- メアリー・ヴァン・ネス - テンプルトン夫人
- エドワード・コネリー - ジュン・ル将軍
- フランク・カリアー - フィリップ・サックヴィル卿
- ウィンター・ホール - アレックス・テンプルトン
- ダレル・フォス - アンドリュー・ハンデル
- ユタカ・アベ - 皇太后
- ハリー・マン - チュン
- 青山雪雄 - シン
- アンナ・メイ・ウォン
- ヘンリー・コルカー
- チャールズ・ブライアント

## 関連事項
- 1920年の日本公開映画
- メトロ・ピクチャーズ （en:Metro Pictures）
- アルベール・カペラニ
- エディス・ウェリー （en:Edith Wherry）
- ジューン・メイシス （en:June Mathis）
- トニー・ゴーディオ （en:Tony Gaudio）
- 青山雪雄 [7]

## 註
1. 1 2 3 4  『日本映画発達史 I 活動写真時代』 、田中純一郎、中公文庫、1975年12月10日 ISBN 4122002850, p.332.
2. ↑  Anna May Wong - IMDb（英語）, 2010年3月16日閲覧。
3. ↑  赤き灯、キネマ旬報映画データベース、2010年3月16日閲覧。
4. ↑  The Red Lantern, Internet Movie Database, 2010年3月16日閲覧。
5. 1 2  シネマのまち・横浜、横浜都市発展記念館、2010年3月16日閲覧。
6. 1 2  The Red Lantern （英語）, The Progressive Silent Film List, 2010年3月16日閲覧。
7. ↑  Yukio Aoyama - IMDb（英語）, 2010年3月16日閲覧。